# Orochelidon andecola
La golondrina andina (Orochelidon andecola), también conocida como golondrina de los riscos, es un ave de la familia Hirundinidae, aunque tradicionalmente se la ha colocado en los géneros Petrochelidon e Hirundo. Se distribuye en el centro-oeste de América del Sur.

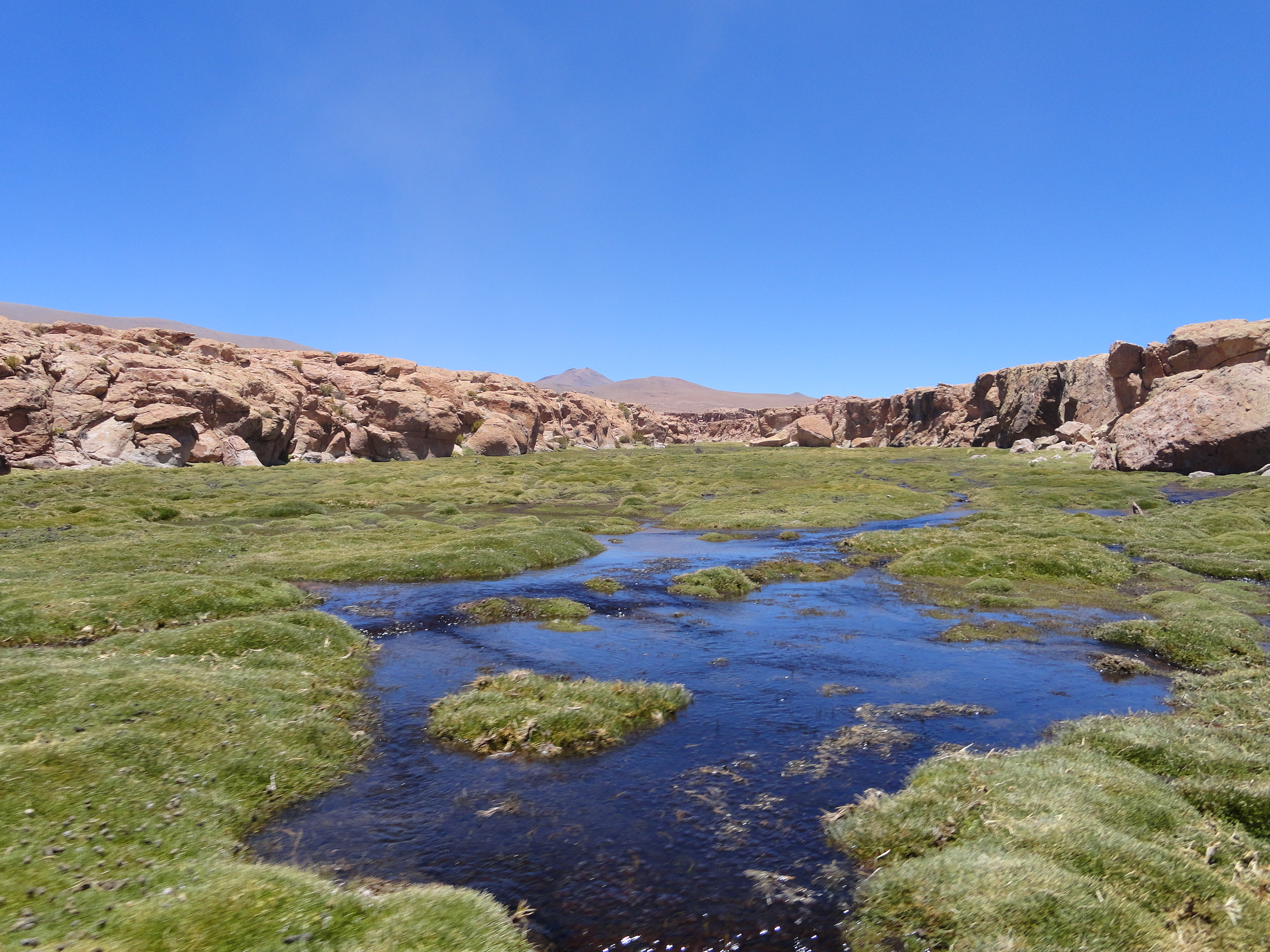
Bofedal en el sur del altiplano boliviano; el hábitat de esta especie.

## Distribución y hábitat
Se extiende desde el centro del Perú, el oeste de Bolivia, Arica y Tarapacá en el norte de Chile, y las provincias del noroeste de la Argentina, Jujuy y Salta.
Sus hábitats naturales son áreas rocosas en quebradas, y arroyos rodeados de arbustales y pastizales, siempre a gran altitud.

## Taxonomía
Esta especie fue descrita originalmente por Alcide d'Orbigny y Frédéric de Lafresnaye en el año 1837, bajo el nombre científico de: Hirundo andecola. La localidad tipo dada es: «La Paz, Bolivia». 
Esta especie era incluida en los géneros Petrochelidon e Hirundo, pero ahora se considera que no se relaciona con ninguno de ellos. Estudios de ADN indican una fuerte relación con el "grupo golondrinas centrales", estando cercana a Notiochelidon, Atticora, y Neochelidon. En ocasiones se ha incluido en Stelgidopteryx; si bien sus vocalizaciones son similares, carece de las primarias con el borde exterior «dentado», característica principal de este género.

### Subespecies
Esta especie se subdivide en 2 subespecies:
- O. a. andecola (d'Orbigny y Lafresnaye, 1837) - Andes del sur de Perú hasta el norte de Bolivia y de Chile.
- O. a. oroyae (Chapman, 1924) - Puna del centro del Perú.